# Avon River (vattendrag i Kanada, Nova Scotia)
Avon River är ett vattendrag i Kanada.   Det ligger i provinsen Nova Scotia, i den östra delen av landet, 900 km öster om huvudstaden Ottawa.